# Acidaliastis nilotica
Acidaliastis nilotica är en fjärilsart som beskrevs av Edward P. Wiltshire 1985. Acidaliastis nilotica ingår i släktet Acidaliastis och familjen mätare. Inga underarter finns listade i Catalogue of Life.